# Samba Cajú
Samba Cajú è un municipio dell'Angola appartenente alla provincia di Cuanza Nord. Ha 95.638 abitanti (stima del 2006) ed una superficie di 2.012 km².